# 34 Samodzielna Brygada Kolejowa
34 Samodzielna Brygada Kolejowa, ros.: 34-я отдельная железнодорожная бригада – samodzielny związek taktyczny Sił Zbrojnych Federacji Rosyjskiej, służący w Wojskach Lądowych Federacji Rosyjskiej.
Siedzibą sztabu i dowództwa brygady jest Riazań.